# Фурм-д’Амбер
Фурм-д’Амбе́р (фр. Fourme d'Ambert) — французский сыр из коровьего молока с вкраплениями плесени (грибка вида пеницилл рокфоровый). Сыр сверху покрыт тонкой сухой корочкой серого или красноватого цвета. Фурм-д’Амбер считается одним из самых нежных «голубых» сыров.

## История
Название сыра происходит от слова forme (форма). Сыр Фурм-д’Амбер изготавливали уже во времена Римской империи. 9 мая 1972 года сыры Фурм-де-Монбризон и Фурм-д’Амбер получили сертификат AOC. 22 февраля 2002 года сыры получили отдельные исконные контролируемые наименования и были признаны различия в их производстве.

## Изготовление
Фурм-д’Амбер изготавливают в шесть этапов. Сезон производства с июня по октябрь. Он созревает не менее 28 дней.
| Название этапа  | Процесс |
| --------------- | --- |
| travail en cuve | В большой чан наливают молоко и нагревают до 32 °C. Затем добавляют пенициллин и сычужную закваску, после чего размельчённую творожную массу примерно час месят для отделения сыворотки. |
| moulage         | Творожную массу раскладывают по формам |
| egoutage        | Удаляют сыворотку |
| saumurage       | Сыр солят, после чего он «отдыхает» два дня в хорошо проветриваемом помещении |
| piquage         | Сыр прокалывают толстыми длинными иглами. Этим обеспечивается вентиляция, которая необходима для развития плесени.                                                                       |
| affinage        | Созревание сыра в прохладном помещении. Плесень образуется через несколько дней. |

В 2006 году было произведено 6200 тонн сыра Фурм-д’Амбер.
Фурм-д’Амбер производят на большой территории:
1. 43 кантона департамента Пюи-де-Дом
2. 8 коммун из 3-х кантонов департамента Луара
3. 5 северо-восточных кантонов департамента Канталь

## Описание
Головка сыра имеет цилиндрическую форму высотой 19-20 см и диаметром 13 см, вес ~2 кг.
Фурм-д’Амбер подают перед десертом и используют при приготовлении закусок, салатов, суфле и как начинку к блинам. К сыру лучше всего подходят вина Chinon, Saint Nicolas de Bourgueil, Coteaux du Layon.